# Isotes bosqui
Isotes bosqui es una especie de insecto coleóptero de la familia Chrysomelidae.
Fue descrita científicamente en 1943 por Christensen.